# Neuville-lès-Vaucouleurs
Neuville-lès-Vaucouleurs – miejscowość i gmina we Francji, w regionie Grand Est, w departamencie Moza.
Według danych na rok 1990 gminę zamieszkiwały 153 osoby, a gęstość zaludnienia wynosiła 18 osób/km² (wśród 2335 gmin Lotaryngii Neuville-lès-Vaucouleurs plasuje się na 892. miejscu pod względem liczby ludności, natomiast pod względem powierzchni na miejscu 708.).